# Yaguarón
Yaguarón (em português Jaguarão) é uma município do Paraguai do departamento Paraguarí. Possui uma população de 27.250 habitantes. Sua economia é baseada na agropecuária e indústria artesanal. É notável por ser o local de nascimento de José Gaspar Rodríguez de Francia, um dos principais responsáveis pela independência do Paraguai

## História
Entre 1586 e 1587, o franciscano Luís de Bolaños fundou uma redução, denominada como: "San Buenaventura de Yaguarón", no lugar para evangelizar nativos da etnia guarani.

## Geografia
Yaguarón está localizada a  42 km de Assunção, na base do morro Yaguarón (Jaguarão).

### Clima
A temperatura média é de 21 graus,tendo máximas de 39 graus no verão e 2 graus no inverno.

## Transporte
O município de Yaguarón é servido pelas seguintes rodovias:
- Caminho em pavimento ligando a cidade ao município de Caacupé (Departamento de Cordillera)
- Ruta 01, que liga a cidade de Assunção ao município de Encarnación (Departamento de Itapúa)[3][4][5]